# Barão de São Miguel
Barão de São Miguel é uma povoação portuguesa sede da Freguesia de Barão de São Miguel do Município de Vila do Bispo, freguesia com 14,86 km² de área e 586 habitantes (censo de 2021), tendo, por isso, uma densidade populacional de 39,4 hab./km², o que lhe permite ser classificada como uma Área de Baixa Densidade (portaria 1467-A/2001).

## História
A freguesia foi criada pela Lei nº 1739, de 09/02/1925, com lugares da freguesia de Budens.

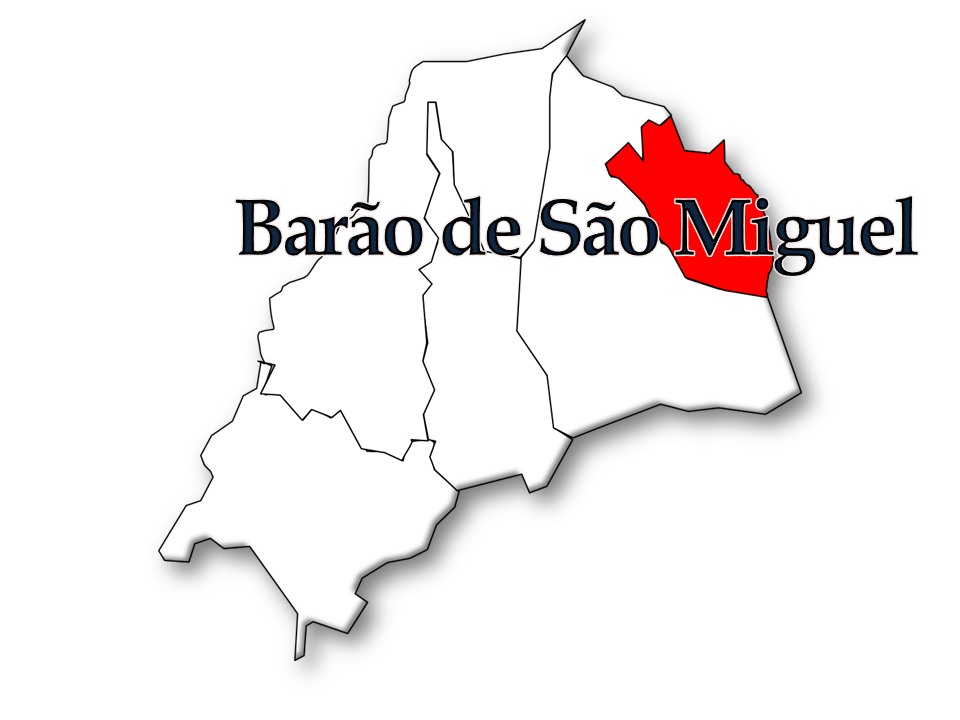
Localização da Freguesia de Barão de São Miguel no Município de Vila do Bispo

## Demografia
A população registada nos censos foi:

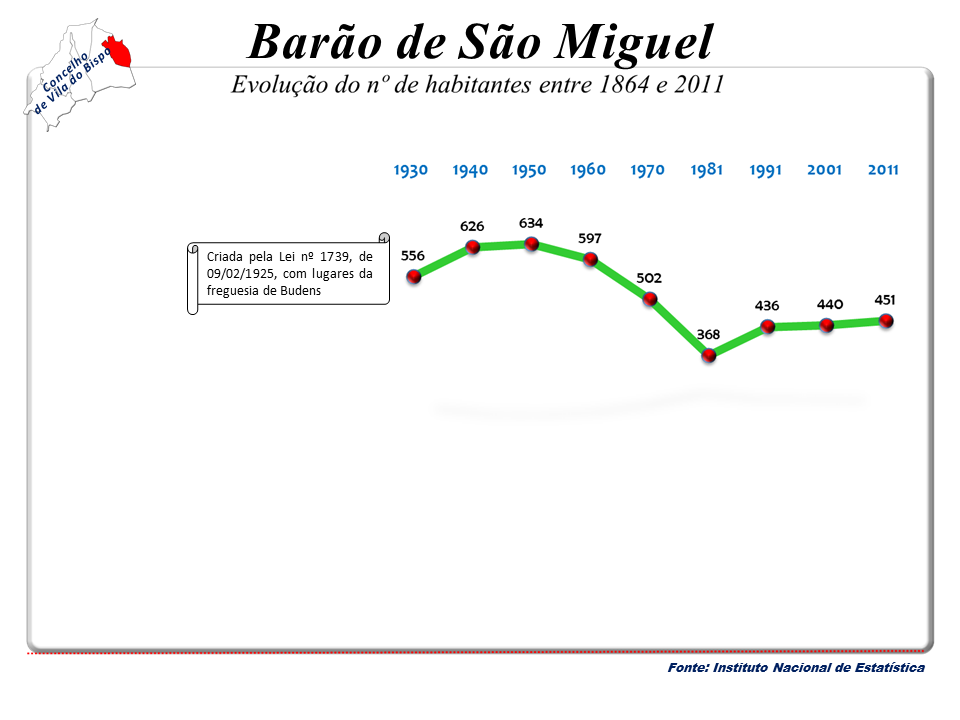
Evolução da População 1930 / 2011

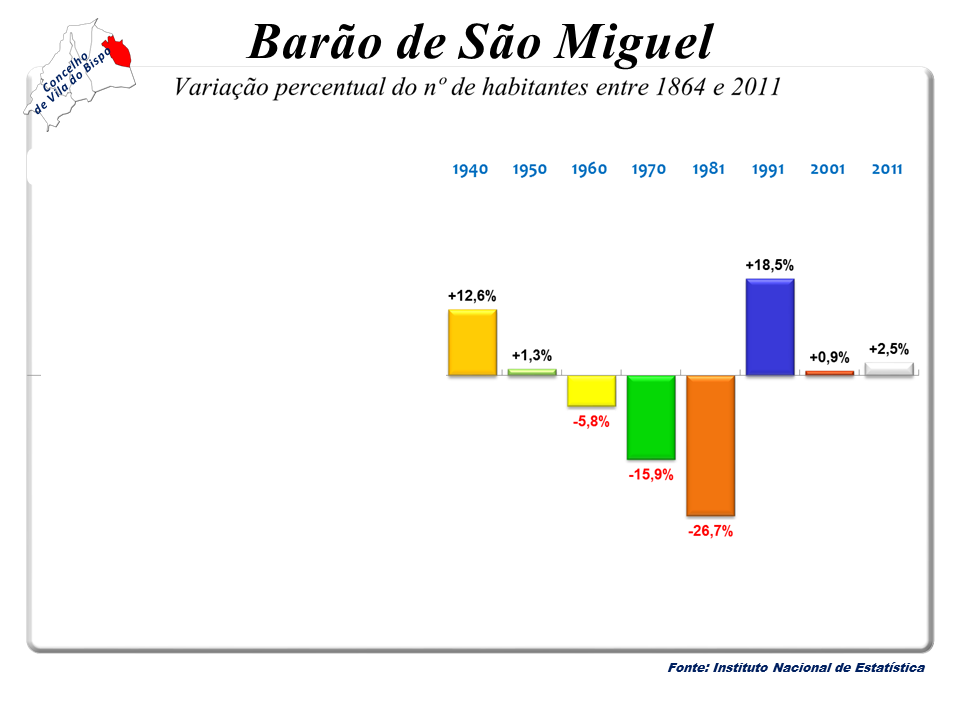
Variação da População 1930 / 2011

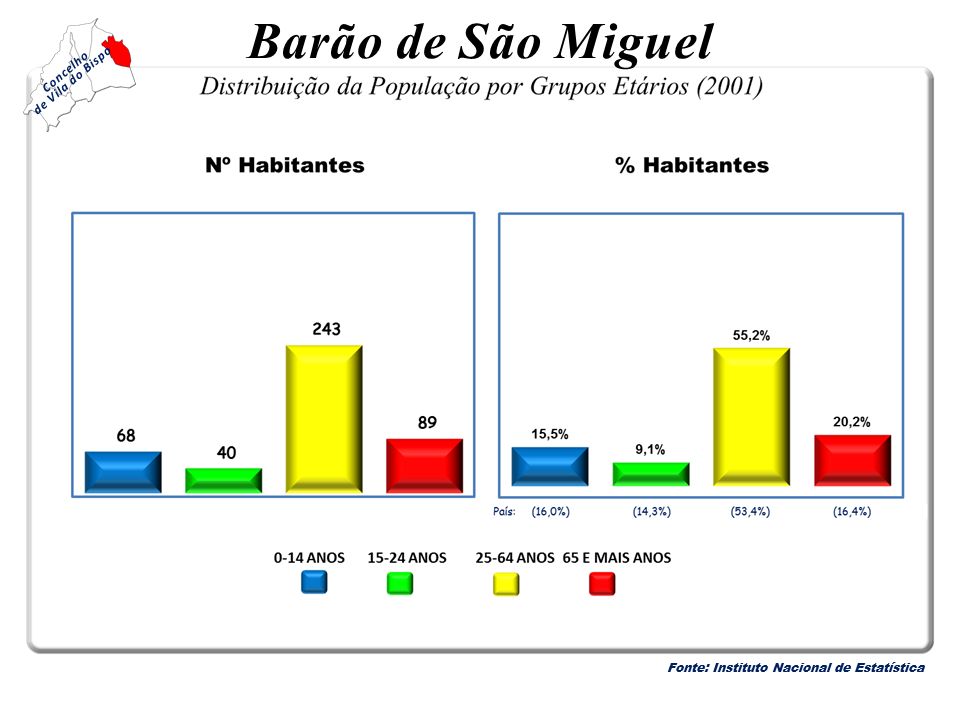
A População em 2001

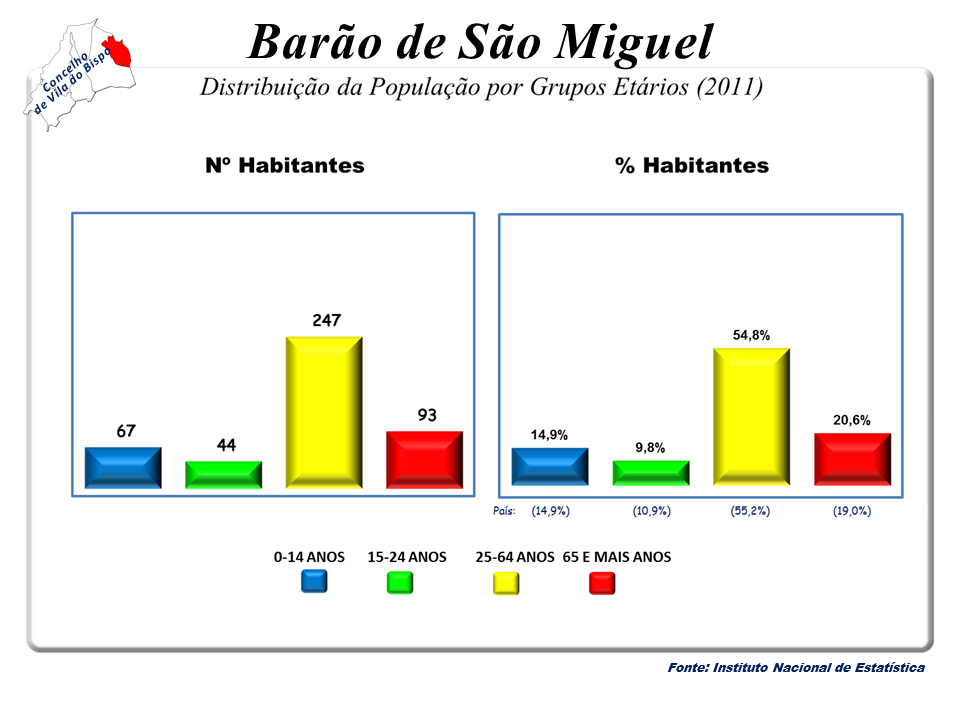
A População em 2011

| Ano  | 0-14 Anos | 15-24 Anos | 25-64 Anos | > 65 Anos |
| 2001 | 68        | 40         | 243        | 89        |
| 2011 | 67        | 44         | 247        | 93        |
| 2021 | 101       | 55         | 296        | 134       |